# Argelia en los Juegos Olímpicos de Londres 2012
Argelia estuvo representada en los Juegos Olímpicos de Londres 2012 por un total de 38 deportistas, 21 hombres y 17 mujeres, que compitieron en 12 deportes.
El portador de la bandera en la ceremonia de apertura fue el boxeador Abdelhafid Benchabla.

## Medallistas
El equipo olímpico argelino obtuvo las siguientes medallas:
| Nombre         | Deporte   | Competición |
| -------------- | --------- | ----------- |
| Oro            |           |             |
| Taufik Majlufi | Atletismo | 1500 m M    |
| Plata          |           |             |
| —              |           |             |
| Bronce         |           |             |
| —              |           |             |